# 新沂河
新沂河是位于江苏省北部的一条东西向人工排洪河道，开挖于1949年-1953年。新沂河建成后，附近地区的水患大为减轻，成为新兴的商品粮基地。
沂河原为古泗水的支流，12世纪宋金对峙时期，黄河侵夺泗水、淮河，致使沂河下游淤废，洪水四处漫溢。
1949年冬，在沂河下游新辟排洪河道，北起邳县，经新沂县入骆马湖，从嶂山节制闸出骆马湖设计流量为3500立方米每秒，再经沭阳县城，在灌南、灌云两县间穿越盐河（通航河道），最后在燕尾港会合灌河注入黄海，全长185公里。1953年春完成。为沂沭泗流域洪水打开了入海通道，结束了洪水遍地漫流的局面。1950年汛期就经受了五次行洪考验，最大流量2551立方米每秒。1957年夏天遭遇3710流量的超标准洪水涉险过关。
1958年按5000立方米每秒标准在背水坡帮戗加高堤防，提高防洪标准至4500流量。1963年遇到4150流量的大洪水，堤防险象环生。
1964年决定再提高至千年一遇标准，按6000秒立米安全行洪流量设计，7000秒立米校核。从1965年到1973年经过九年施工完成了新沂河续建工程。1974年8月16日防御住了历史最大洪峰流量6900立方米每秒，但大堤水毁严重，险工患段增多。
1983至1988年又按安全行洪6000立方米每秒、强迫行洪7000立方米每秒的标准进行了加固。
1991年淮河大洪水后，1993年10月国务院批准沂沭泗流域洪水东调南下工程复工，同意近期按防御20年一遇洪水标准的工程规模实施，要求新沂河按7000立方米每秒流量标准行洪。1994年起，开始按20年一遇行洪7000立方米每秒标准进行加固（一期工程）。但限于经费，工程未能达到安全行洪7000立方米每秒的标准。至1999年，一期工程基本结束，共完成投资2.9亿元。1998年新沂河洪峰流量仅4360立方米每秒，沭阳以下河道水位普遍偏高，达到或接近6000立方米每秒设计水位，中流量高水位使大堤多处出现险情，渗水、冒砂和塌坡。
鉴于东调南下50年一遇工程（二期工程）暂不能实施，江苏省决定贷款实施新沂河大堤消险工程，提前实施新沂河50年一遇标准，从1998年开工，至2001年结束，共完成投资1.2亿元。